# Place de la République (Metz)
Pour les articles homonymes, voir Place de la République.
La place de la République est la plus grande place du centre-ville de Metz en Moselle.

## Situation et accès
Station « République »
Mettis : Mettis MA, Mettis MB
Bus : L1, L2, L3, L3c, L3d, L4, L4a, L4b, L5a, L5b, L5c, L5d, L5e, L5f, C11, C12
Flexo : F1, F2, F3, F4
Station « Poincaré » (en bas de l'Esplanade et de la Place de la République)
Bus : C15, P105, P106, P107, P110, P111

## Origine du nom
La Place de la République s'appelait Place Royale jusqu'en 1918.

## Historique

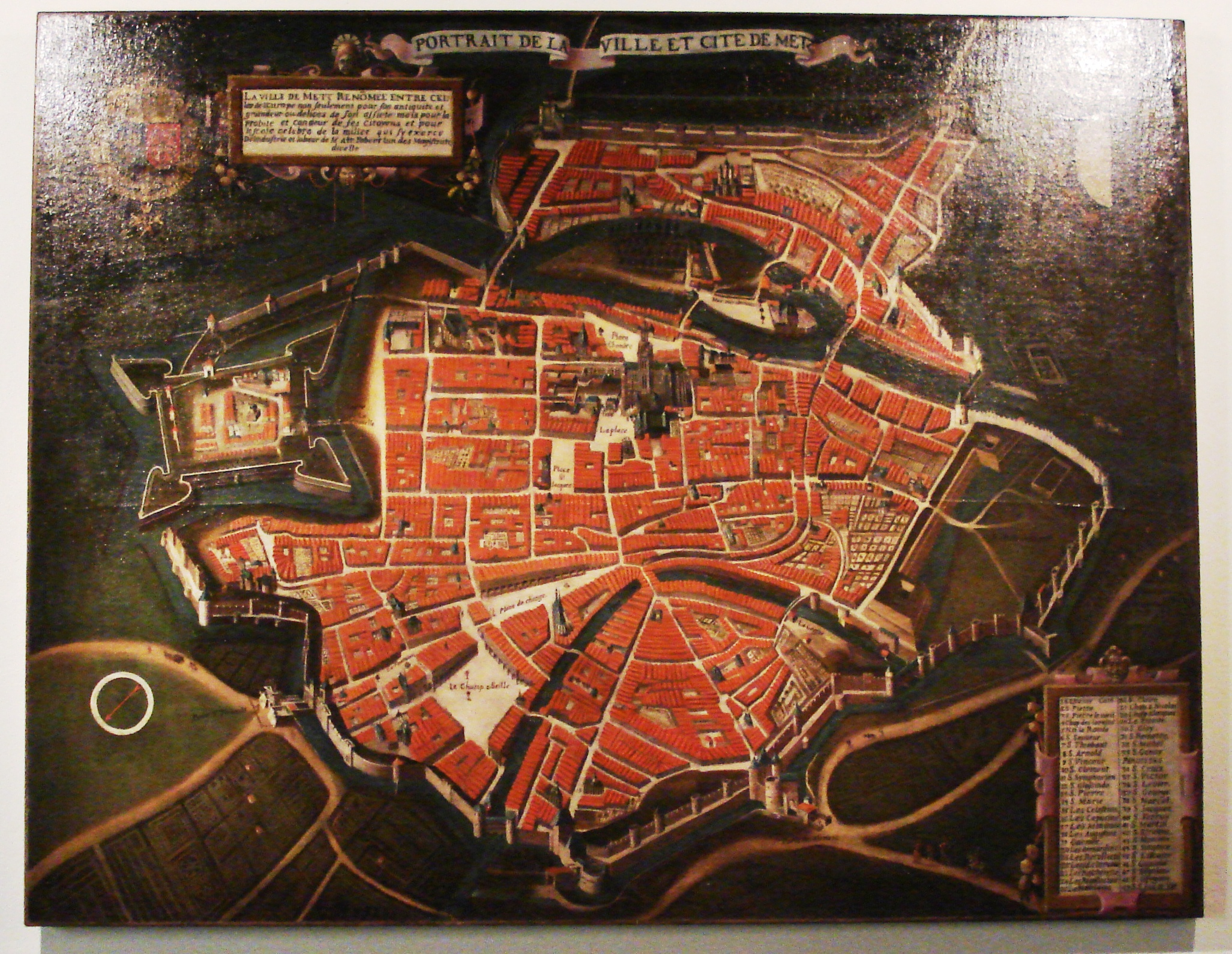
On distingue l’emplacement de la future place au niveau des fossés séparant la citadelle et la ville dans le Portrait de la ville et cité de Metz, musées de Metz. huile sur toile, XVIIe siècle

Elle a été construite en 1802, alors dénommée place Royale, à côté de l’ancienne citadelle et aux limites de la ville. Pendant l’annexion, la place est renommée Platz des Führers.
L’Exposition universelle de 1861 a été organisée sur cette place et sur l’Esplanade qui la prolonge.

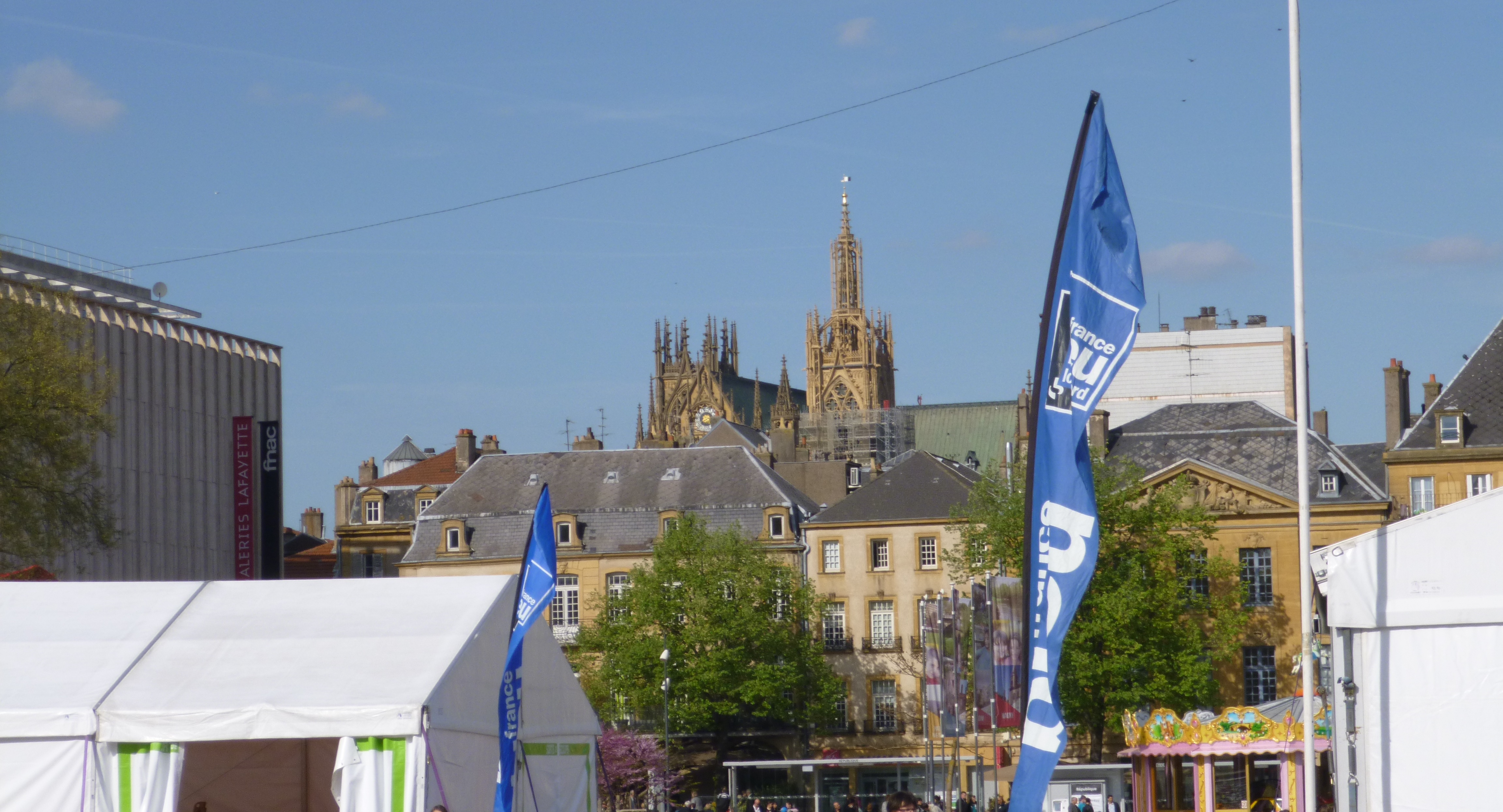
Vue sur la cathédrale lors de la manifestation "Littérature Et Journalisme"

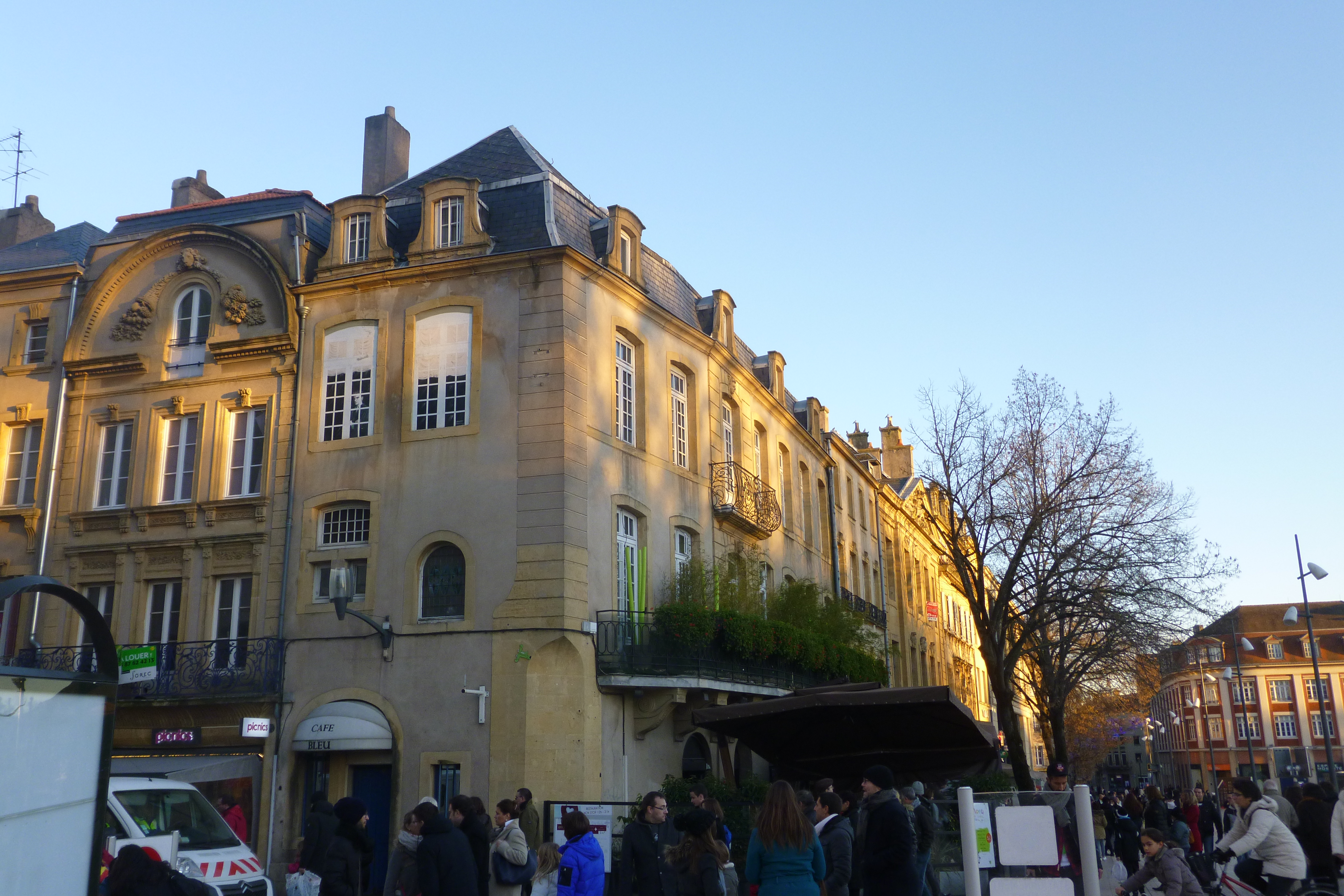
Angle avec la rue des Clercs

Elle est délimitée par trois façades urbaines : l’avenue Robert-Schuman au sud-est où se trouve la Banque de France, au sud-ouest par la rue du Maréchal-Lyautey qui borde la caserne Ney ; sur le côté parallèle avec la rue Winston-Churchill, une rue commerçante qui longe l’hypercentre et mène au palais de justice.
L’avenue Ney marque une limite ouverte sur les jardins de l’Esplanade.
À partir de 1964, un parking aérien occupe la place de la République dont il prend le nom.
La Station République, autrefois appelée Galerie République, est une galerie marchande souterraine possédant une vingtaine de boutiques au nord-est de la place de la République. Elle est née avec la création du parking souterrain de l’Arsenal en 1969. Une entrée en surface sur l’avenue Ney permet d’y accéder. En 1987-1988, avec les travaux d’agrandissement du parking, un prolongement de la galerie est creusé sous l’avenue Winston-Churchill, afin de développer son espace commercial et de la relier aux magasins des Galeries Lafayette et de la Fnac. Un nouvel accès est ainsi créé rue Winston-Churchill.
La reconfiguration de la place est confiée à l’agence d’architecture Richez Associés et à l’atelier Villes & Paysages, elle a été inaugurée le 20 novembre 2010. Les travaux de réaménagement complet de la place de la République sont achevés à la fin de l’automne 2010. La place est devenue un espace piétonnier planté d’arbres à la suite de la construction en 2008 d’un parking souterrain sous l’Esplanade qui augmente le nombre de places disponibles du parking souterrain préexistant de l’Arsenal, et supplée ainsi la disparition du parking aérien. La place est desservie par le Mettis (réseau de bus en site propre), restant un nœud central de jonction des lignes de bus métropolitains Le Met', l’emplacement de leurs arrêts et des rues bordant la place étant redéfinis.

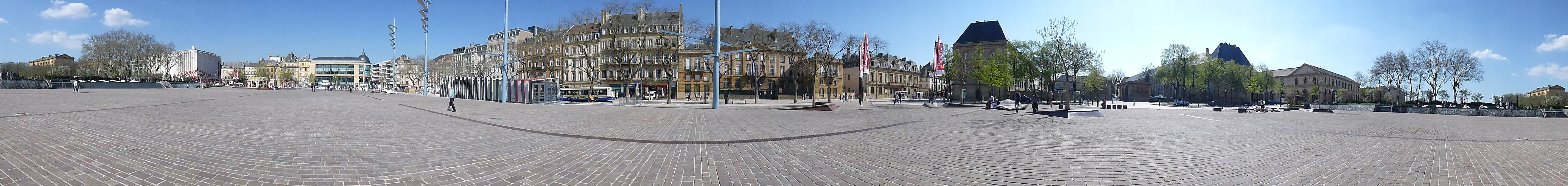
Photo panoramique de la place de la République en avril 2013